# بيت القلس

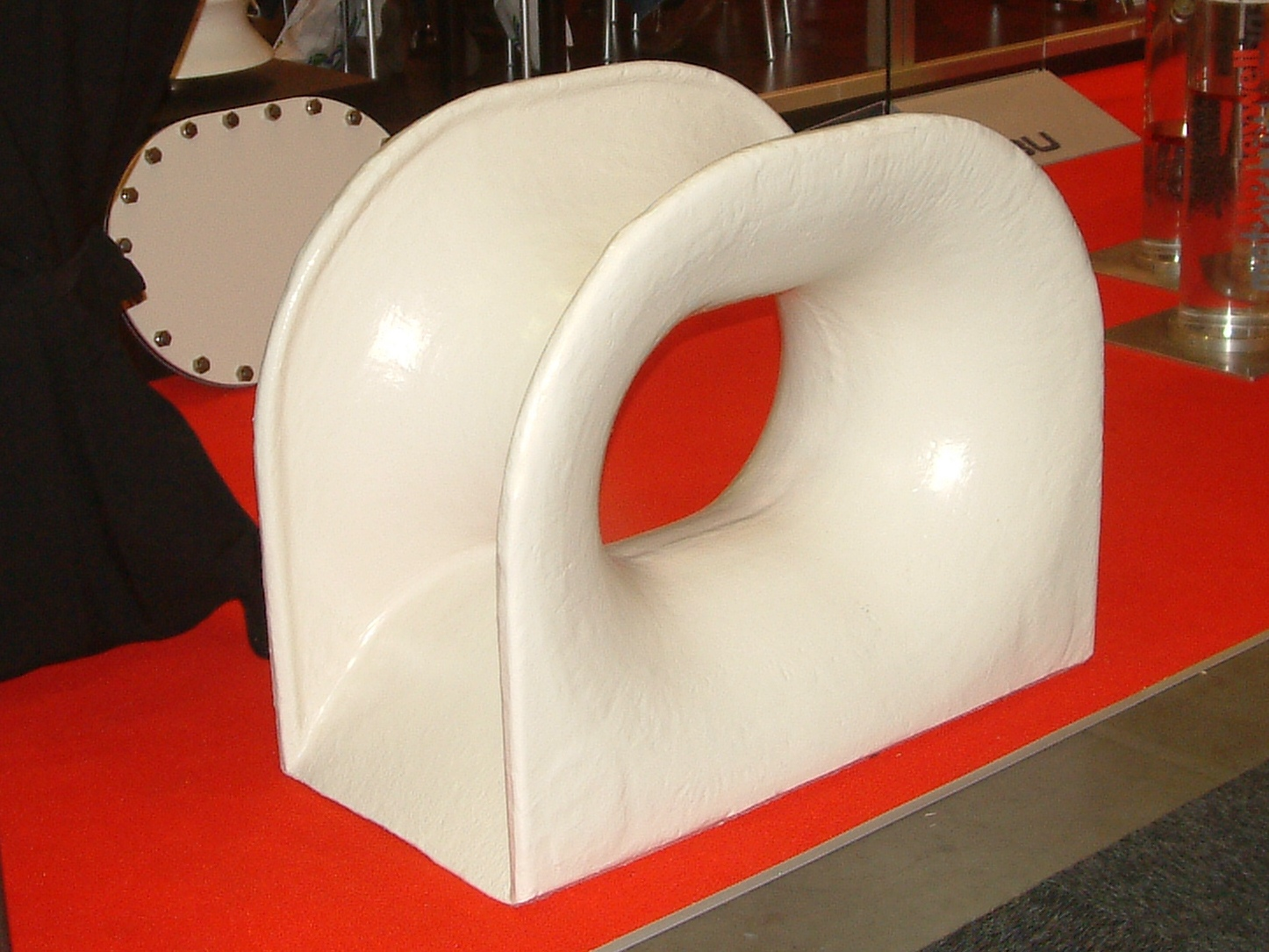

بيت القَلْس مصطلح بحري لثقب صغير في بدن السفينة يعبر خلاله القلس.